# Calophya rhicola
Calophya rhicola är en insektsart som beskrevs av Li 1992. Calophya rhicola ingår i släktet Calophya och familjen Calophyidae. Inga underarter finns listade i Catalogue of Life.